# Тшонкі
Тшонкі (пол. Trzonki, нім. Mövenau) — село в Польщі, у гміні Піш Піського повіту Вармінсько-Мазурського воєводства.
Населення — 179 осіб (2011).
У 1975-1998 роках село належало до Сувальського воєводства.

## Демографія
Демографічна структура станом на 31 березня 2011 року:
|          | Загалом | Допрацездатний вік | Працездатний вік | Постпрацездатний вік |
| -------- | ------- | ------------------ | ---------------- | -------------------- |
| Чоловіки | 90      | 26                 | 56               | 8                    |
| Жінки    | 89      | 32                 | 45               | 12                   |
| Разом    | 179     | 58                 | 101              | 20                   |